# Parti de la réalisation du bonheur
Cet article concerne le Parti de la réalisation du bonheur. Pour le mouvement religieux en lien ou son fondateur, voir Happy Science, Ryūhō Ōkawa.
Le Parti de la réalisation du bonheur (幸福 実現党, Kōfuku Jitsugen-tō, en anglais : The Happiness Realization Party) est un parti politique japonais fondé par Ryūhō Ōkawa le 23 mai 2009. Le parti est l'aile politique du mouvement religieux conservateur et anti-communiste Happy Science.

## Histoire
Le parti a été créé pour proposer un troisième choix aux électeurs, pour les élections législatives de 2009. Pendant ces élections le slogan était « Si rien ne change, nous ne pourrons pas protéger nos êtres les plus chers ». Lors des élections de 2009, il n'a pas obtenu de mandat.
D'après le rapport de 2018 sur l’équilibre des fonds publics du Ministère des Affaires intérieures et des Communications japonais, le parti compte 211 531 membres.

## Positionnement politique
Lors de la campagne électorale de 2009, le parti s'est démarqué en demandant l'abolition de la TVA et a mis en garde contre la menace de la Corée du Nord. C'est pourquoi le parti prévoit d'attaquer la Corée du Nord ainsi que la Chine. Il appelle à une révision de l'Article 9 de la Constitution japonaise, qui interdit la militarisation du Japon, afin de garantir la sécurité et la protection du peuple japonais contre la menace militaire nord-coréenne. Le parti veut augmenter la population du Japon à 300 millions d'habitants, surmonter la « mentalité coloniale », ouvrir le pays aux immigrants, et abolir les droits de succession. Il souhaite aussi introduire un système de gouvernement présidentiel,,.

## Participations à des scrutins électoraux

### Élections législatives
| Année | Circonscription électorale | Circonscription électorale | Circonscription électorale | Circonscription électorale | Représentation proportionnelle | Représentation proportionnelle | Représentation proportionnelle | Représentation proportionnelle | Siège gagné / Candidat | Siège à pourvoir |
| Année | Voix                       | %                          | +/-                        | Rang                       | Voix                           | %                              | +/-                            | Rang                           | Siège gagné / Candidat | Siège à pourvoir |
| ----- | -------------------------- | -------------------------- | -------------------------- | -------------------------- | ------------------------------ | ------------------------------ | ------------------------------ | ------------------------------ | ---------------------- | ---------------- |
| 2009  | 1 067 357                  | 1,51                       | Nv                         |                            | 459 387                        | 0,65                           | Nv                             |                                | 0/337                  | 480              |
| 2012  | 102 634                    | 0,17                       | 1,4                        |                            | 216 150                        | 0,36                           | 0,29                           |                                | 0/62                   | 480              |
| 2014  | -                          | -                          | -                          |                            | 260 111                        | 0,49                           | 0,13                           |                                | 0/42                   | 475              |
| 2017  | 159 171                    | 0,29                       | 0,12                       |                            | 292 084                        | 0,52                           | 0,03                           |                                | 0/76                   | 465              |

### Élections sénatoriales
| Année | Siège gagné / Candidat | Siège à pourvoir | Circonscription électorale | Circonscription électorale | Circonscription électorale | Circonscription électorale | Représentation proportionnelle | Représentation proportionnelle | Représentation proportionnelle | Représentation proportionnelle |
| Année | Siège gagné / Candidat | Siège à pourvoir | Voix                       | %                          | +/-                        | Rang                       | Voix                           | %                              | +/-                            | Rang                           |
| ----- | ---------------------- | ---------------- | -------------------------- | -------------------------- | -------------------------- | -------------------------- | ------------------------------ | ------------------------------ | ------------------------------ | ------------------------------ |
| 2010  | 0/24                   | 242              | 291 810                    | 0,50                       | Nv                         |                            | 229 026                        | 0,39                           | Nv                             |                                |
| 2013  | 0/50                   | 242              | 606 692                    | 1,14                       | 0,64                       |                            | 191 644                        | 0,36                           | 0,03                           |                                |
| 2016  | 0/47                   | 242              | 963 585                    | 1,70                       | 0,56                       |                            | 366 815                        | 0,65                           | 0,29                           |                                |
| 2019  | 0/12                   | 245              | 187 491                    | 0,37                       | 1,33                       | 11e                        | 202 278                        | 0,40                           | 0,25                           | 11e                            |

### Élections locales
Le parti compte en 2020, 39 conseillers municipaux.